# Liste der Biografien/Breg
Liste der Biografien |
Portal Biografien |
Personensuche
# |
A |
B |
C |
D |
E |
F |
G |
H |
I |
J |
K |
L |
M |
N |
O |
P |
Q |
R |
S |
T |
U |
V |
W |
X |
Y |
Z |
?
 
Ba |
Be |
Bd |
Bg |
Bh |
Bi |
Bj |
Bl |
Bm |
Bn |
Bo |
Br |
Bs |
Bu |
Bw |
By |
Bz
 
Bra |
Brc |
Brd |
Bre |
Brg |
Bri |
Brj |
Brk |
Brl |
Brn |
Bro |
Brp–Brt |
Bru |
Brv |
Bry |
Brz
 
Brea |
Breb |
Brec |
Bred |
Bree |
Bref |
Breg |
Breh |
Brei |
Brej |
Brek |
Brel |
Brem |
Bren |
Breo |
Brep |
Breq |
Brer |
Bres |
Bret |
Breu |
Brev |
Brew |
Brex |
Brey |
Brez
Die Liste der Biografien führt alle Personen auf, die in der deutschsprachigen Wikipedia einen Artikel haben. Dieses ist eine Teilliste mit 61 Einträgen von Personen, deren Namen mit den Buchstaben „Breg“ beginnt.

## Breg
- Breg, Martin (* 1992), österreichischer Handballspieler
- Breg, Otto (1949–2010), österreichischer Bobfahrer

### Brega
- Brega, Gheorghe (* 1951), moldauischer Politiker der Liberalen Partei
- Brega, Mario (1923–1994), italienischer Schauspieler
- Bregant, Camillo (1879–1956), österreichischer Generalmajor
- Bregant, Ernst (1920–2016), österreichischer U-Boot-Kommandant, Jurist und Tennissportler
- Bregant, Eugen (1875–1936), österreichischer Generalmajor
- Bregant, Eugen (1937–2003), österreichischer Entomologe
- Bregant, Katalin (1893–1991), österreichische Rot-Kreuz-Repräsentantin
- Bregantini, Giancarlo Maria (* 1948), italienischer Ordensgeistlicher, römisch-katholischer Erzbischof von Campobasso-Boiano
- Bregar, John (* 1985), kanadischer Schauspieler
- Bregartner, Karl (1933–2018), österreichischer Politiker (SPÖ), Abgeordneter zum Nationalrat
- Bregazzi, Christian (1839–1885), deutscher Fotograf
- Bregazzi, Ralf (1925–1984), deutscher Schauspieler

### Brege
- Bregeda, Wiktor Wiktorowitsch (* 1963), russischer Künstler
- Bregel, Michael (* 1971), deutscher Journalist, Autor und Übersetzer
- Bregendahl, Laurids Nørgaard (1811–1872), dänischer Politiker (De Nationalliberale), Mitglied und Präsident des Folketing
- Bregendahl, Marie (1867–1940), dänische Schriftstellerin
- Brégent, Michel-Georges (1948–1993), kanadischer Komponist, Organist und Keyboardspieler
- Bregenzer, Carla (* 1946), deutsche Politikerin (SPD), MdL
- Bregenzer, Gustav (1850–1919), deutscher Maler, Zeichner und Dichter
- Brégeon, Bernard (* 1962), französischer Kanute
- Breger, Carl-Arne (1923–2009), schwedischer Designer, hauptsächlich von Kunststoffprodukten
- Breger, Claudia (* 1969), deutsche Literaturwissenschaftlerin
- Breger, Herbert (* 1946), deutscher Wissenschaftshistoriker und Philosoph
- Breger, Marcus (1905–1975), österreichisch-rumänisch-US-amerikanischer Rabbiner und Hochschullehrer
- Breger, Udo (* 1941), deutscher Autor, Übersetzer und Verleger
- Brégerie, Romain (* 1986), französischer Fußballspieler

### Bregg
- Breggen, Anna van der (* 1990), niederländische RadrennfahrerinAnna van der Breggen (* 1990)

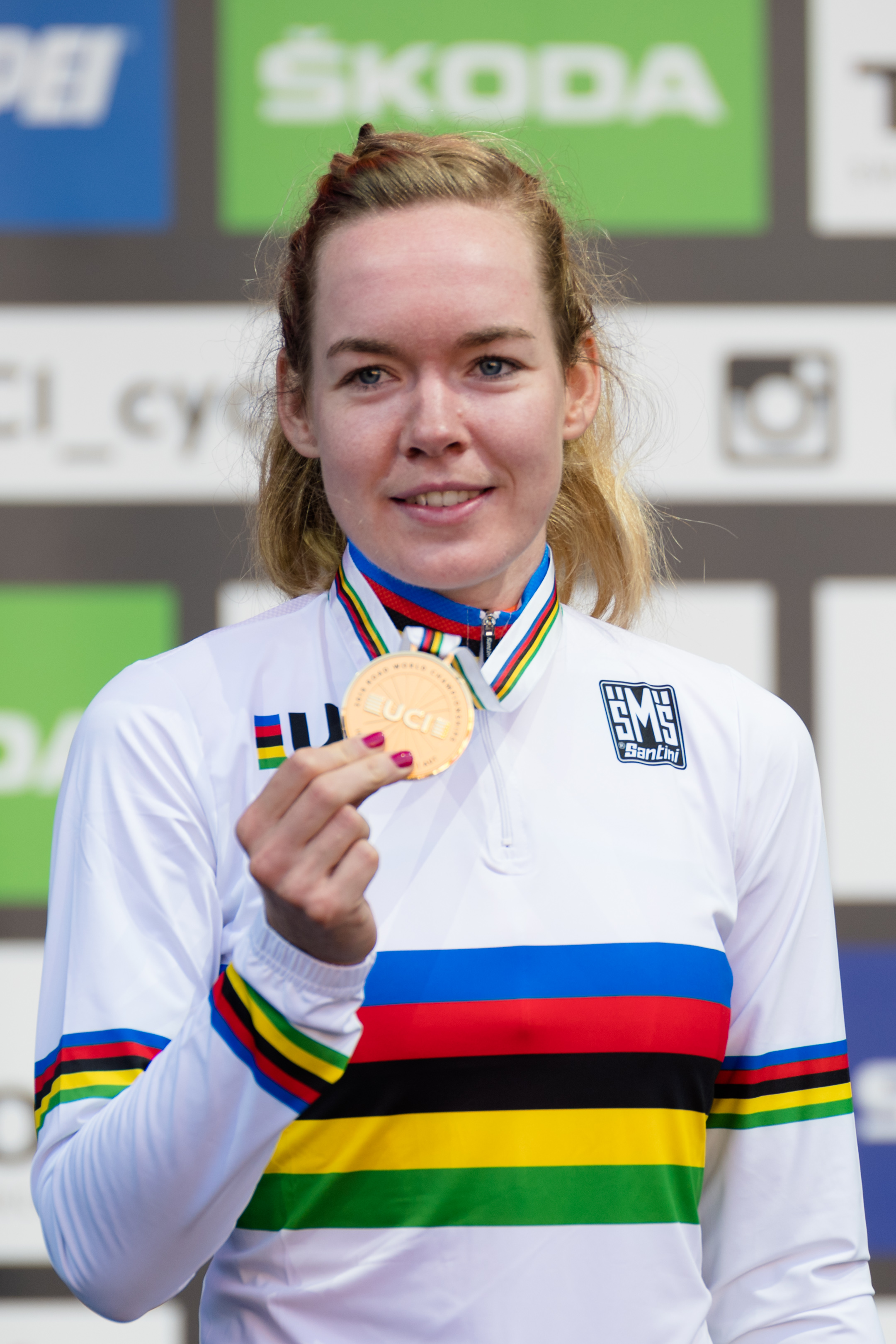
Anna van der Breggen (* 1990)

- Bregger, Klaus E. (* 1940), deutscher Unternehmer

### Bregi
- Brégier, Fabrice (* 1961), französischer Manager

### Bregm
- Bregman, Ahron (* 1958), israelischer Politikwissenschaftler, Autor, Journalist
- Bregman, Buddy (1930–2017), US-amerikanischer Fernsehregisseur, Produzent, Komponist und Bandleader
- Bregman, James (* 1941), US-amerikanischer Judoka
- Bregman, Kees (* 1947), niederländischer Fußballspieler
- Bregman, Martin (1926–2018), US-amerikanischer Filmproduzent
- Bregman, Rutger (* 1988), niederländischer Historiker und AutorRutger Bregman (* 1988)

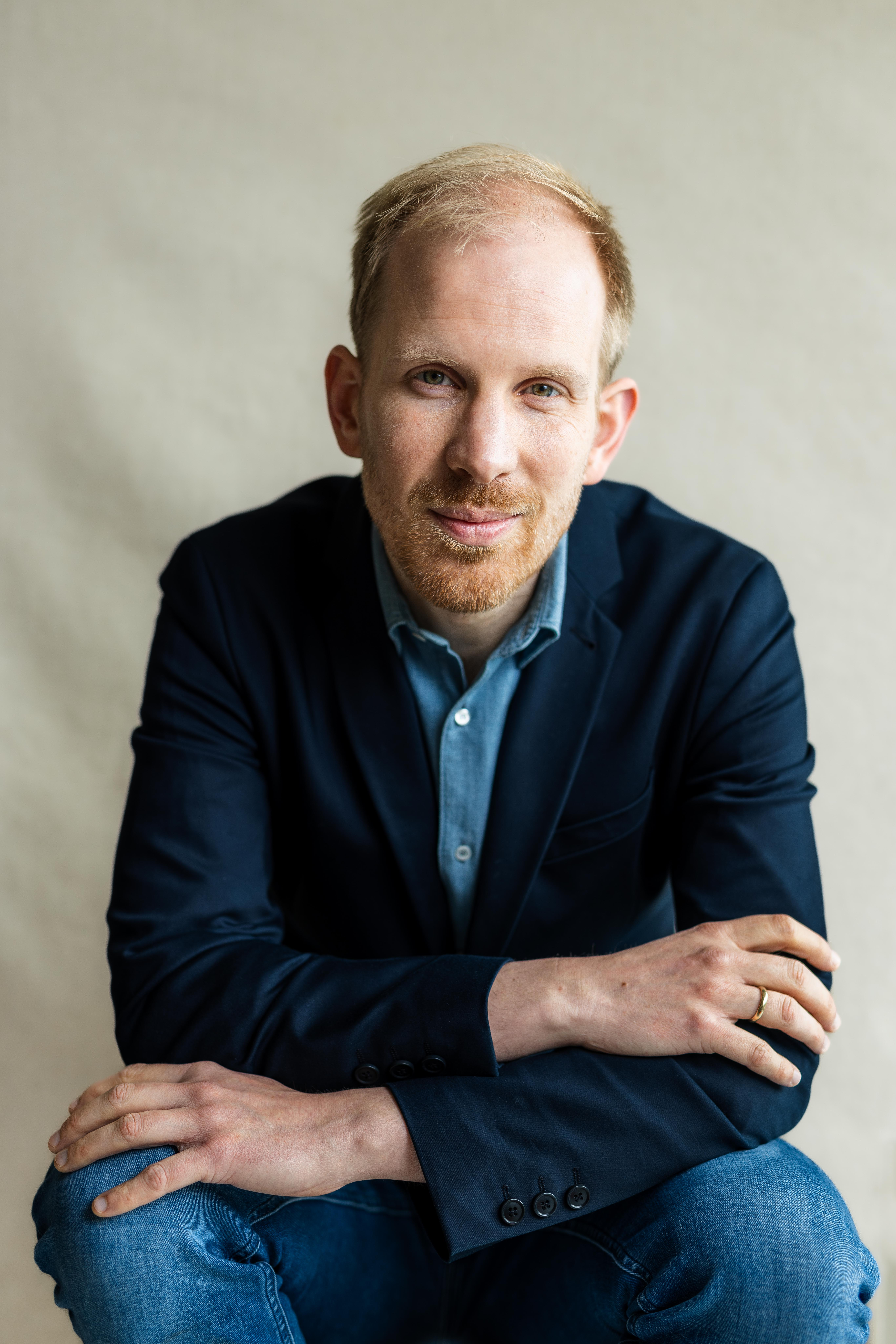
Rutger Bregman (* 1988)

- Bregman, Solomon (1895–1953), Mitglied des Jüdischen Antifaschistischen Komitees
- Bregman, Tracey (* 1963), US-amerikanische Schauspielerin

### Bregn
- Bregnard, Gérard (1920–2003), Schweizer Maler, Lithograf, Illustrator und Eisenplastiker
- Bregnhøj, Mathias (* 1995), dänischer Radrennfahrer
- Bregno, Andrea (1418–1503), italienischer Bildhauer
- Bregno, Antonius (* 1591), schweizerisch-österreichischer kaiserlicher Hofsteinmetz und Bildhauer der Renaissance
- Bregno, Hieronymus († 1651), Schweizer Steinmetzmeister des Barock
- Bregno, Lorenzo, italienischer Bildhauer der Renaissance

### Brego
- Bregonis, Joel (* 1996), uruguayischer Fußballspieler
- Bregonzi, Alec (1930–2006), britischer Schauspieler
- Bregovac, Zdravko (1924–1998), jugoslawischer Architekt
- Bregović, Goran (* 1950), jugoslawischer Musiker und KomponistGoran Bregović (* 1950)

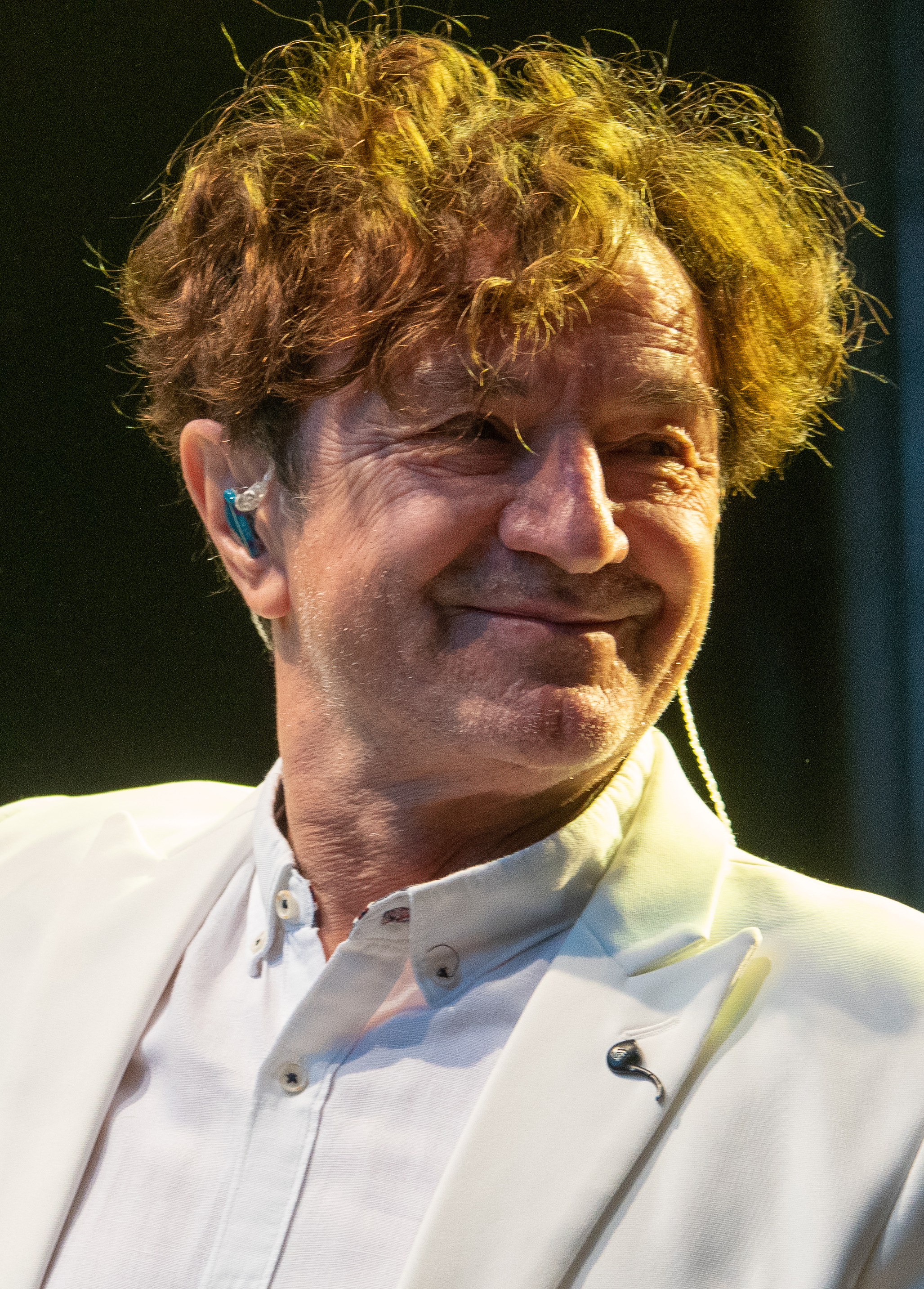
Goran Bregović (* 1950)

### Bregu
- Bregu, Majlinda (* 1974), albanische Politikerin (PD) und Sozialwissenschaftlerin
- Breguet, Abraham Louis (1747–1823), französischer Uhrmacher
- Breguet, Bruno (* 1950), Schweizer Terrorist
- Breguet, Louis Charles (1880–1955), französischer Flugzeugkonstrukteur
- Breguet, Louis François Clément (1804–1883), französischer Physiker
- Breguła, Tadeusz (1928–2022), polnischer Handballtrainer und Handballfunktionär
- Bregulla, Günter Maria (* 1962), deutscher Journalist, Autor und Künstler
- Bregulla, Heinrich (1930–2013), deutscher Ornithologe und Naturschützer

### Bregy
- Bregy, Björn (* 1974), Schweizer Kampfsportler
- Bregy, Georges (* 1958), Schweizer Fussballspieler
- Bregy, Philipp Matthias (* 1978), Schweizer Politiker
- Brégy, Wiktor (1903–1976), französisch-polnischer Opernsänger (Tenor), Opernregisseur und Gesangspädagoge